# Antitrust
|  | Aquest article tracta sobre la pel·lícula del 2001. Si cerqueu el terme jurídic en contra dels monopolis, vegeu «dret de la competència». |

Antitrust és una pel·lícula de cinema estatunidenc del 2001 dirigida per Peter Howitt i escrita per Howard Franklin.

## Argument
El jove Milo Hoffman (Phillipe), geni dels ordinadors, troba la feina dels seus somnis a la companyia d'ordinadors més gran del món, desenvolupant un projecte que canviarà les comunicacions mundials (Synapse). Quan el seu millor amic és brutalment assassinat veu que la companyia està involucrada amb el crim, aleshores usarà tots els seus coneixements per arribar a la veritat. Comptarà amb l'ajuda de la seva novia (Forlani) i una programadora molt guapa (Cook).

## Curiositats
AntiTrust és una pel·lícula realitzada el 2001 que explica l'aterridora visió del que pot passar en el futur de la informàtica si una empresa ho monopolitza tot. La pel·lícula està molt lligada amb el programari lliure per això en alguns cercles es considera una pel·lícula de culte a pesar del seu baix pressupost. S'ha de dir que es va estrenar als cinemes i que el director de la pel·lícula està pensant rellicenciar-la amb llicència Creative Commons, possiblement sent el primer llargmetratge lliure de la història, ja que actualment hi ha diversos curtmetratges amb aquesta llicència.
- Miguel de Icaza surt breument en una escena
- La pel·lícula està altament lligada al moviment del programari lliure i l'antiglobalització.